# Piéride de la capucine
Pieris cheiranthi
Espèce
Statut de conservation UICN

 EN B1ab(iii,v)+2ab(iii,v) : En danger
La Piéride de la capucine ou Piéride canarienne (Pieris cheiranthi) est une espèce de lépidoptères (papillons) de la famille des Pieridae.
Elle est endémique des îles Canaries. 

## Noms vernaculaires
- En français : la Piéride de la capucine[1] ou la Piéride canarienne.
- En anglais : Canary large white ou Canary Islands large white.
- En allemand : Kanaren-Weißling.
- En néerlandais : Canarisch groot koolwitje.

## Description
L'imago de Pieris cheiranthi est un papillon blanc qui ressemble à son homologue continental Pieris brassicae.
Le dessus des ailes a un fond blanc, avec à l'aile antérieure une grande tache apicale noire en forme de faux.
Le mâle a une légère tache postdiscale noire sur l'aile antérieure, tandis que la femelle a deux larges macules postdiscales noires généralement réunies en une seule bande. 
Au revers, l'aile postérieure et l'apex de l'aile antérieure sont jaune pâle.
L'œuf possède 13 à 14 côtes, alors que celui de la Piéride du chou en a 17 à 18.[réf. souhaitée]

## Biologie

### Phénologie
Aucune diapause n'a été relevée : cette piéride vole en sept à huit générations annuelles sans coupure.

### Plantes hôtes
La plante hôte est la Grande capucine (Tropaeolum majus), ainsi que Crambe strigosa, confinée aux sites humides en forêt de lauriers.

## Distribution et habitat

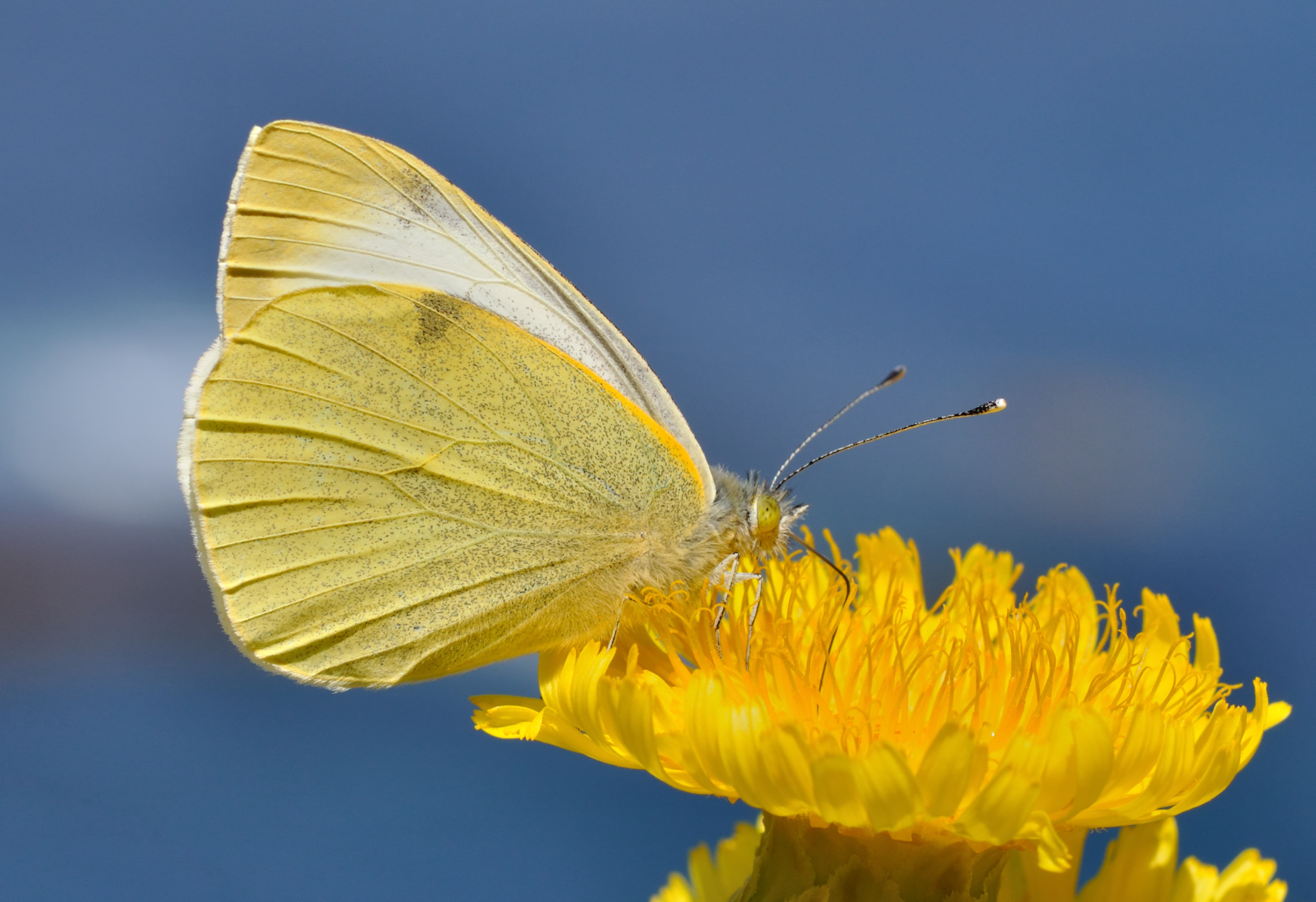
Vue du revers des ailes, à Tenerife.

La Piéride de la capucine est endémique des îles Canaries : elle est présente sur la côte nord de l'île de Tenerife (sous-espèce cheiranthi), où elle est en régression, et sur l'île de La Palma (sous-espèce benchoavensis). Elle a probablement disparu de l'île de La Gomera, où la dernière observation remonte à 1979. Il existe des données non confirmées pour l'île de Grande Canarie.[réf. souhaitée]
L'habitat de l'espèce est localisé dans des gorges humides et ombragées situées dans la laurisylve ou dans des microclimats semblables, comme par exemple des récifs humides.

## Systématique
L'espèce actuellement appelée Pieris cheiranthi a été décrite par l'entomologiste allemand Jakob Hübner en 1823, sous le nom initial de Catophaga cheiranthi.
Elle est étroitement apparentée à Pieris brassicae, qui est répandue sur le continent européen et en Afrique du Nord.
Pieris cheiranthi se compose de deux sous-espèces, :
- Pieris cheiranthi cheiranthi (Hübner, 1808) — à Tenerife.
- Pieris cheiranthi benchoavensis (Pinker, 1968) — à La Palma.

Par ailleurs, les taxons Pieris wollastoni (Butler, 1886) (endémique de Madère, éteint) et Pieris brassicae azorensis Rebel, 1917 (endémique de Açores) ont aussi été considérés par certains auteurs comme des sous-espèces de Pieris cheiranthi. 

## Conservation
L'espèce a été placée en 2010 sur la liste rouge de l'UICN avec le statut d'espèce en danger (EN).